# ووبان، فرایبورگ

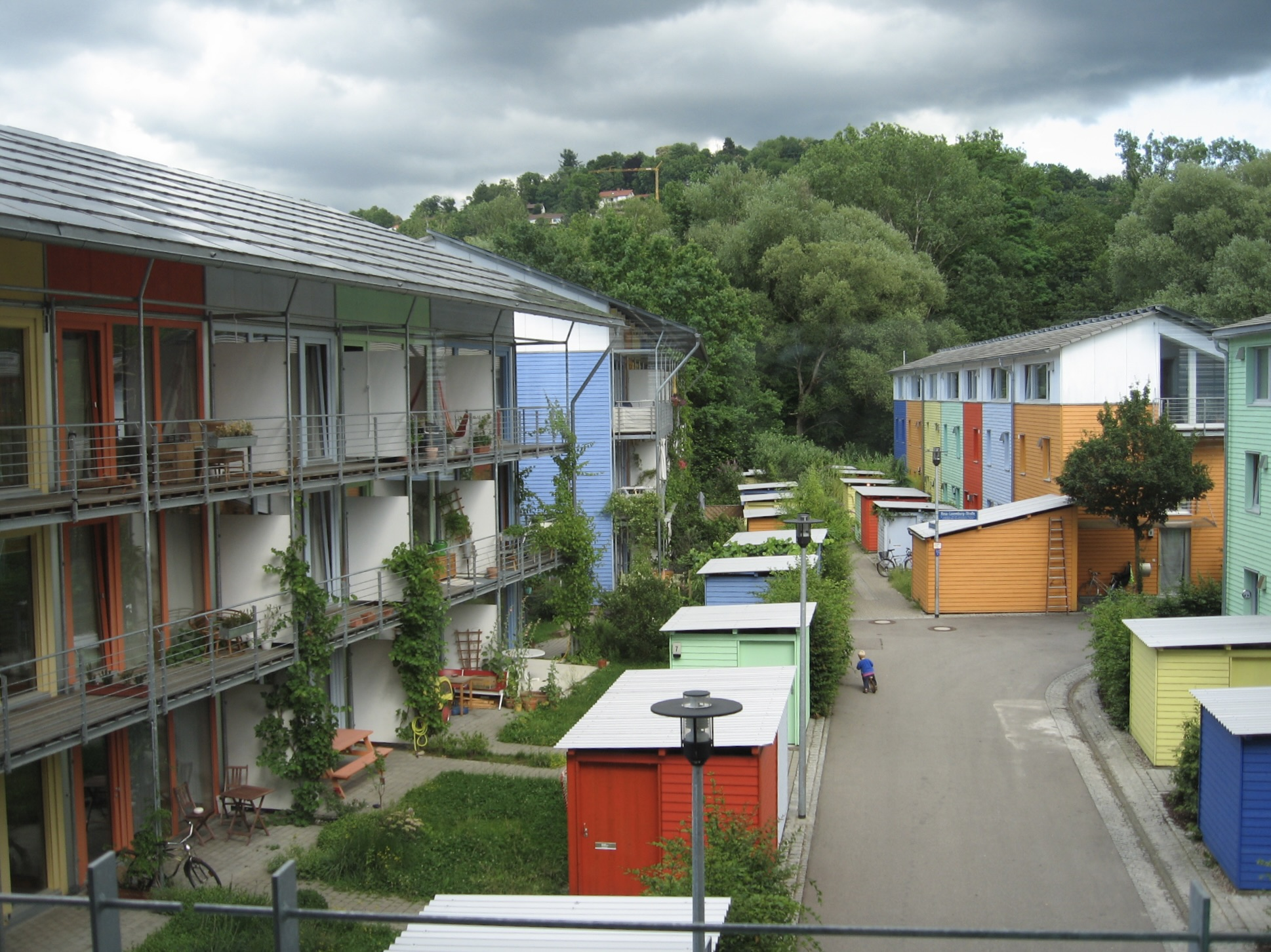
A distinct colour scheme results in a varied neighbourhood

ووبان (به انگلیسی: Vauban) یک طرح محله برای ۵۰۰۰ ساکن و ۶۰۰ شاغل در ۴ کیلومتری جنوب مرکز شهر فرایبورگ آلمان می‌باشد.این محله به عنوان «یک بخش الگوی پایدار» در محل یک پایگاه نظامی فرانسوی قدیمی ساخته شد، و بنام سباستین لو پروست بو ووبان (Sébastien Le Prestre de Vauban)، افسر فرانسوی قرن هفدهم که در زمان حکومت فرانسه در فرایبورگ به ساخت استحکامات اشتغال داشت، نام گرفته‌است. ساخت و ساز آن در اواسط دهه ۱۹۹۰ آغاز گردید.

## ساختمان پایدار

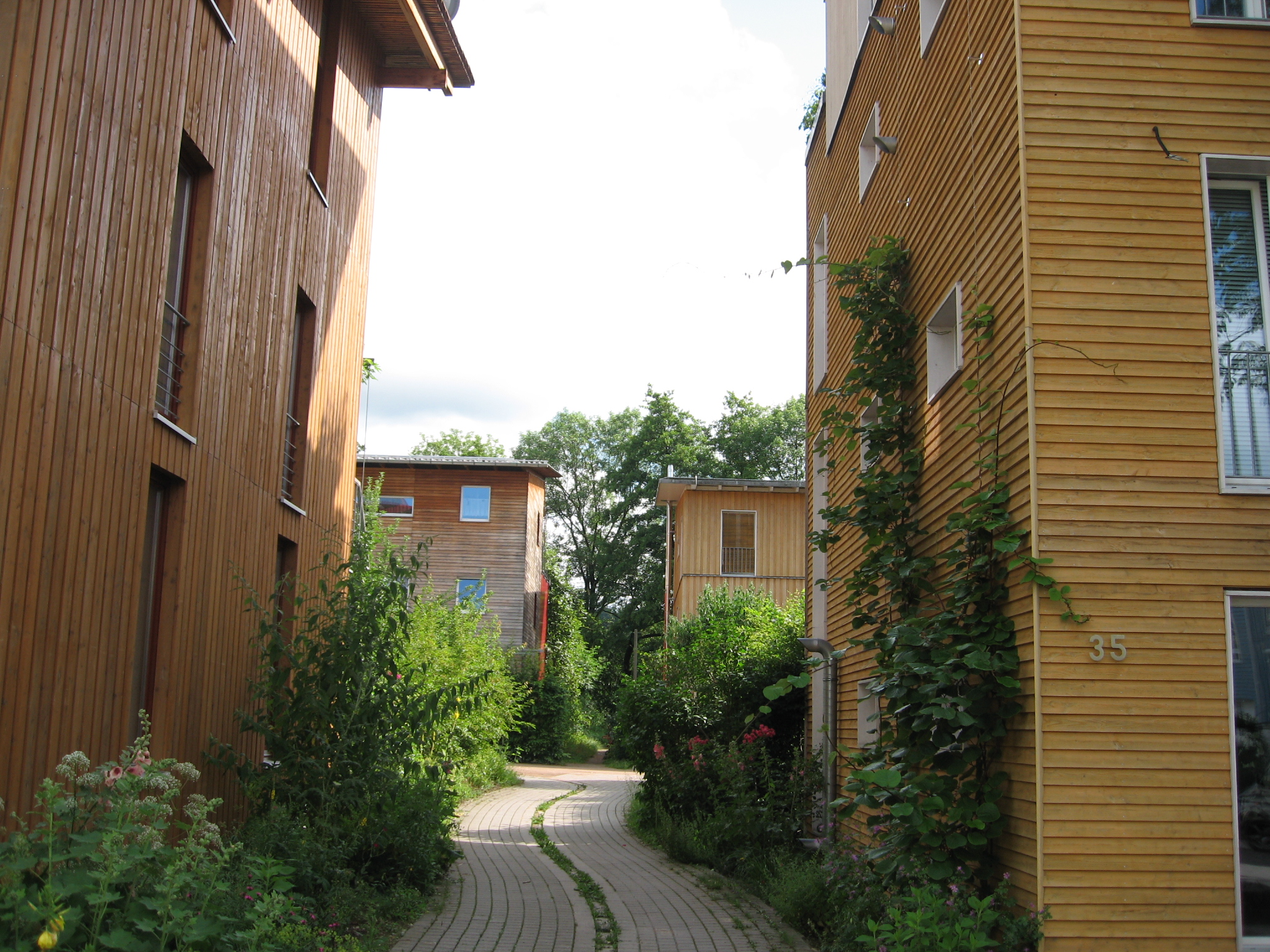
Wooden panelling on some façades

کلیه خانه‌ها با یک استاندارد مصرف کم انرژی، با ۱۰۰ واحد طراحی شده به شکل خانه کم مصرف ساخته شده‌اند. بقیه بناها توسط مولد مرکب برق و گرما با سوخت چوب گرم می‌شوند، حال آنکه بیشتر ساختمان‌ها دارای گیرنده‌های خورشیدی یا سلول‌های مولد نوری می‌باشند. شاید بهترین نمونه ساختمان پایدار شهرک خورشیدی در ووبان است، یک مجتمع ساختمانی ۵۹ واحدی انرژی مثبت. این نخستین مجتمع ساختمانی در سراسر دنیاست که در آن تمام خانه‌ها تعادل انرژی مثبتی را تولید می‌نمایند؛ لذا مازاد انرژی خورشیدی به شبکه شهری به عنوان سود هر خانه فروخته می‌شود.

## حمل و نقل
حمل و نقل در ووبان عمدتاً به صورت پیاده یا با دوچرخه می‌باشد. این مجموعه توسط یک تراموا به مرکز شهر فریبورگ متصل شده‌است، و مسیرها به صورت خطی طراحی شده‌اند تا تمامی خانه‌ها دسترسی آسان به یک ایستگاه تراموا را به صورت پیاده داشته باشند. از سال ۲۰۰۹ حدود ۷۰٪ از خانوارها زندگی بدون خودروی شخصی را برگزیده‌اند. شمار دارندگان خودرو با گذشت زمان نیز کاهش می‌یابد و این موضوع در پی ارزیابی ۵۰٪ از خانوارهای دارنده خودرو نشان داده شده‌است. آنهایی که بدون خودرو زندگی می‌کنند، ۸۱٪ آن‌ها قبلاً خودرو داشته‌اند و ۵۷٪ آن‌ها هم‌زمان یا بلافاصله پس از جابجایی به ووبان از خودروی خود دست کشیده‌اند.
در این دو بررسی و در یک بررسی که اخیراً صورت گرفته‌است دریافتند که دوچرخه سواری راه اصلی حمل و نقل در بیشتر مسیرها و بیشتر فعالیت‌ها و تعاملات و خریدها می‌باشد.

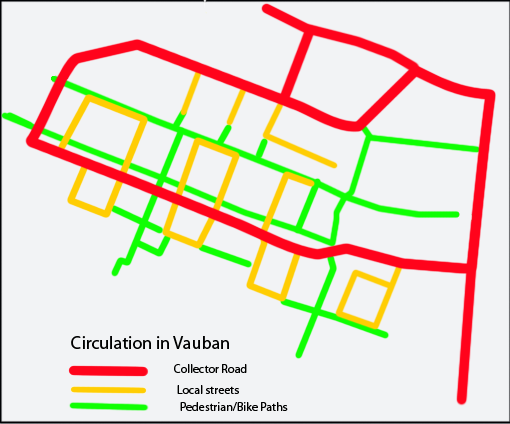
یک تصویر نموداری از شبکه حمل و نقل در ووبان. این نشان دهنده جدایی از شبکه‌های ساده و سنتی و تبدیل آن به یک شبکه مرکب پیچیده می‌باشد. این طرح سه نوع راه ارتباطی را نشان می‌دهد: جاده‌ها با رنگ قرمز، خیابان‌های محلی با رنگ نارنجی، و مسیرهای دوچرخه و پیاده‌رو با رنگ سبز

برتری پیاده‌روی و دوچرخه سواری می‌تواند گویای طرح اولیه این محله باشد. با ساخت بر اساس تجربه پیشین، نقشه از شبکه ساده قبلی فاصله می‌گیرد، و شبکه‌ای را می‌آفریند که حاوی اصول «نفوذپذیری پالونه» می‌باشد. این بدان معنی است که توجه هندسه شبکه بیشتر بر انواع فعال حمل و نقل، و حذف عامدانه خودرو می‌باشد. این راه با کاهش تعداد خیابان‌های متصل به محلهای مجاور، تکمیل می‌گردد. در عوض، بیشتر خیابان‌های محلی به صورت هلالی و بن‌بست می‌باشند (طراحی را ببینید). با وجود عدم امکان تردد خودرو در آنها، این راه‌ها به شبکه پیاده‌رو و مسیر دوچرخه سواری متصل می‌شود که به تمام محله دسترسی دارند. به علاوه، این بخش‌ها محتوی فضاهای باز و حاشیه‌ای جهت جذابیت مسیر است. منطق پالودن (فیلتر) سبک حمل و نقل به‌طور مشروح در یک الگوی جامع برای نشان دادن طرح محله‌ها و مجتمع‌ها بیان شده‌است - شبکه تلفیقی.
بیشتر خیابان‌های شهری ووبان به عنوان stellplatzfrei به معنی «بدون فضاهای پارکینگ» یاد می‌شوند. وسیله‌های نقلیه در طول این خیابان‌ها مجاز به سوار و پیاده کردن هستند اما اجازه پارک ندارند، هرچند از آنجا که این سامانه عمدتاً بر اساس توافق اجتماعی می‌باشد - یعنی نظارت رسمی کمتری وجود دارد- بعضاً نقض‌هایی نیز پیش می‌آید. هر ساله، خانوارها می‌بایست تعهدنامه‌ای را مبنی برنداشتن یا داشتن خودرو امضا کنند، که در صورت داشتن آن باید فضایی را در یکی از پارکینگهای طبقاتی در حومه به قیمت ۱۷۵۰۰ یورو (در سال ۲۰۰۶)، خریداری کنند. باشگاه خودروی شهری بیشترین عضوهای خود را از ۲۵۰۰ عضو در ووبان دارد- دست کم ده عدد از خودروهایش در اطراف این مجتمع مستقرند.

## تاریخچه
این مکان در اصل برای یک پایگاه نظامی در ۱۹۳۶ ساخته شد، و پس از جنگ جهانی دوم توسط نیروهای فرانسوی ساکن در منطقه اشغال گردید. ارتش در ۱۹۹۲ آنجا را ترک نمود. پس از گذشت چند سال بناهای خالی محل سکونت اقوام گوناگون هیپی‌ها و آنارشیست‌ها گردید. طی کشمکش‌ها بر سر ادارهٔ شهر، ساکنان موفق به اشغال چهار دستگاه از بیست منزل کارگری شدند. در همان زمان گروهی که باشگاه ووبان نام داشتند شورای شهر را تحت فشار گذاشتند تا مکانی را به شکل سازگار با محیط زیست بسازند. ۳۸ هکتار باقی‌مانده در دست شورای شهر فریبورگ بود، که کمیته مشاوره وکالت آن را به باشگاه ووبان واگذار کرده بود. این همکاری میان شورا و باشگاه ووبان به مفهوم طرح اصلی بدون خودرو انجامید.
بیشترین قسمت‌های شخصی به باوگروپن (گروه‌های مشارکت در ساخت) که پیشنهادها آن‌ها به نظر مخالف معیارهای مربوط به خانواده‌های دارای فرزند، افراد مسن تر و شهروندان فرایبورگ بود. چند بنای باوگروپپن توسط معمارها، و مابقی با طراحی شهروندان آینده نگر با عناصر متفاوت خود ساخته بنا گردیدند. برخی قسمت‌های دیگر به سازندگان شخصی فروخته شد.
بخش دیگر این فضا برای خوابگاه دانشجویان دانشگاه فرایبورگ ساخته شد. برخی شهروندان قدیمی این بناها، اقامت خود را بخاطر ماشینها، ون‌ها، و وسیله‌های نقلیه خدمات شهری قدیمی، تحت عنوان واگن پلاتز خاتمه دادند.
پروژه‌های «جایگزین» دیگری، از میان دیگر پروژه‌ها، بناهای کهنهٔ ارزان قیمت را همانند S.U.D.I، یک ابداع شهروندی مستقل خودجوش، به صورت یک سبک زندگی جایگزین، تبدیل به فضاهای قابل سکونت برای دانشجویان و نیز خانه‌سازی یارانه‌ای نمودند. یک «ساختمان مرکز اتحادیه ۰۳۷» خود جوش: (آلمانی: Stadtteilzentrum Haus 037(در یکی از ساختمان‌های محافظت شده تشکیل شده‌است. برخی ساختمان‌های پیشین در اواخر ۲۰۰۵ مسکونی شدند، که دیگر رو به تخریب بودند.

## لینک‌های اضافی
- Vauban Information
- Germany Imagines Suburbs Without Cars
- Is this the greenest city in the world?
- Transport and Carfree Living in Frieburg
- Passive house "Wohnen & Arbeiten", Vauban
- Vauban, Freiburg: pictures بایگانی‌شده  در ۸ ژانویه ۲۰۱۴ توسط Wayback Machine